# Émetteur de Septsarges
 (août 2022).
L'émetteur de Septsarges est un site de diffusion français se trouvant au nord de la Meuse. Il se présente comme un pylône haubané de 201 mètres de haut diffusant les chaînes de la TNT et des radios publiques en FM françaises. Il possède aussi des relais pour Bouygues Télécom, Free, le haut débit et des faisceaux hertziens. Le site appartient à l'opérateur TDF et est situé à environ 28 km de Verdun.

## Télévision

### Diffusion analogique
| Chaîne        | Canal | Puissance (PAR) |
| ------------- | ----- | --------------- |
| TF1           | 65H   | 125 kW          |
| France 2      | 59H   | 125 kW          |
| France 3 Metz | 62H   | 125 kW          |

Canal+, France 5 / Arte et M6 émettaient en analogique depuis la tour hertzienne de Moulainville.
La télévision en analogique n'émet plus depuis le 28 septembre 2010. 

### Diffusion numérique[3]
| Multiplex | LCN            | Chaînes                                                      | Canal | Puissance (PAR) | Diffuseur |
| --------- | -------------- | ------------------------------------------------------------ | ----- | --------------- | --------- |
| R1        | 2 3 4 16 33    | France 2 France 3 Lorraine France 4 France Info Moselle TV   | 25H   | 100 kW          | TDF       |
| R2        | 12 13 14 17 18 | Gulli BFM TV CNews CStar T18                                 | 31H   | 65 kW           | Towercast |
| R4        | 5 6 7 9 22 26  | France 5 M6 Arte W9 6ter Paris Première                      | 22H   | 65 kW           | Towercast |
| R6        | 1 8 10 11 15   | TF1 LCP TMC TFX LCI                                          | 33H   | 65 kW           | Towercast |
| R7        | 20 21 23 24 25 | TF1 Séries Films L'Équipe RMC Story RMC Découverte Chérie 25 | 39H   | 100 kW          | Towercast |

## Radio
Le site assure la diffusion de 4 stations publiques :
| Fréquence | Station        | Puissance (PAR) | RDS (PS) |
| --------- | -------------- | --------------- | -------- |
| 92.1      | France Inter   | 6 kW            | __INTER_ |
| 97.4      | France Musique | 6 kW            | MUSIQUE_ |
| 99.3      | France Culture | 6 kW            | _CULTURE |
| 106.3     | France Info    | 6 kW            | __INFO__ |

## Téléphonie mobileet autres transmissions[6]
| Opérateur        | 2G  | 3G  | 4G  | FH  |
| ---------------- | --- | --- | --- | --- |
| Bouygues Télécom | Oui | Oui | Non | Oui |
| Free             | Non | Oui | Oui | Oui |

- TDF : faisceau hertzien
- Net 55[7] : faisceau hertzien
- Wireless Altitude[8] : boucle locale radio de 3 GHz
- Bolloré Télécom[9] : boucle locale radio de 3 GHz
- TWS International : faisceau hertzien

## Photos du site
- Sur annuaireradio.fr (consulté le 2 mai 2017).
- Sur tvignaud (consulté le 2 mai 2017).